# Siegfried Mackowsky
Siegfried Mackowsky (* 25. November 1878 in Dresden; † 16. Februar 1941 ebenda) war ein deutscher Landschaftsmaler, Radierer und Holzschneider.

## Leben
Mackowsky studierte an der Kunstakademie Dresden bei Richard Müller, Carl Bantzer, Eugen Bracht und Gotthardt Kuehl. Sein Stil lehnt sich an den Expressionismus an. Er war Mitbegründer der Dresdner Künstlergruppe 1913 und Mitglied im Deutschen Künstlerbund.
Siegfried Mackowsky war ein Sohn des Dresdner Bankiers Franz Mackowsky, der als Direktor der Sächsischen Bank mit dem Ehrentitel eines (königlich sächsischen) Geheimen Kommerzienrats ausgezeichnet wurde. Am 13. März 1915 heiratete er Marie Luise Brendler (* 13. Juni 1893 in Neusalza), die Tochter eines Textilfabrikanten. Sie hatten eine Tochter.

## Werke

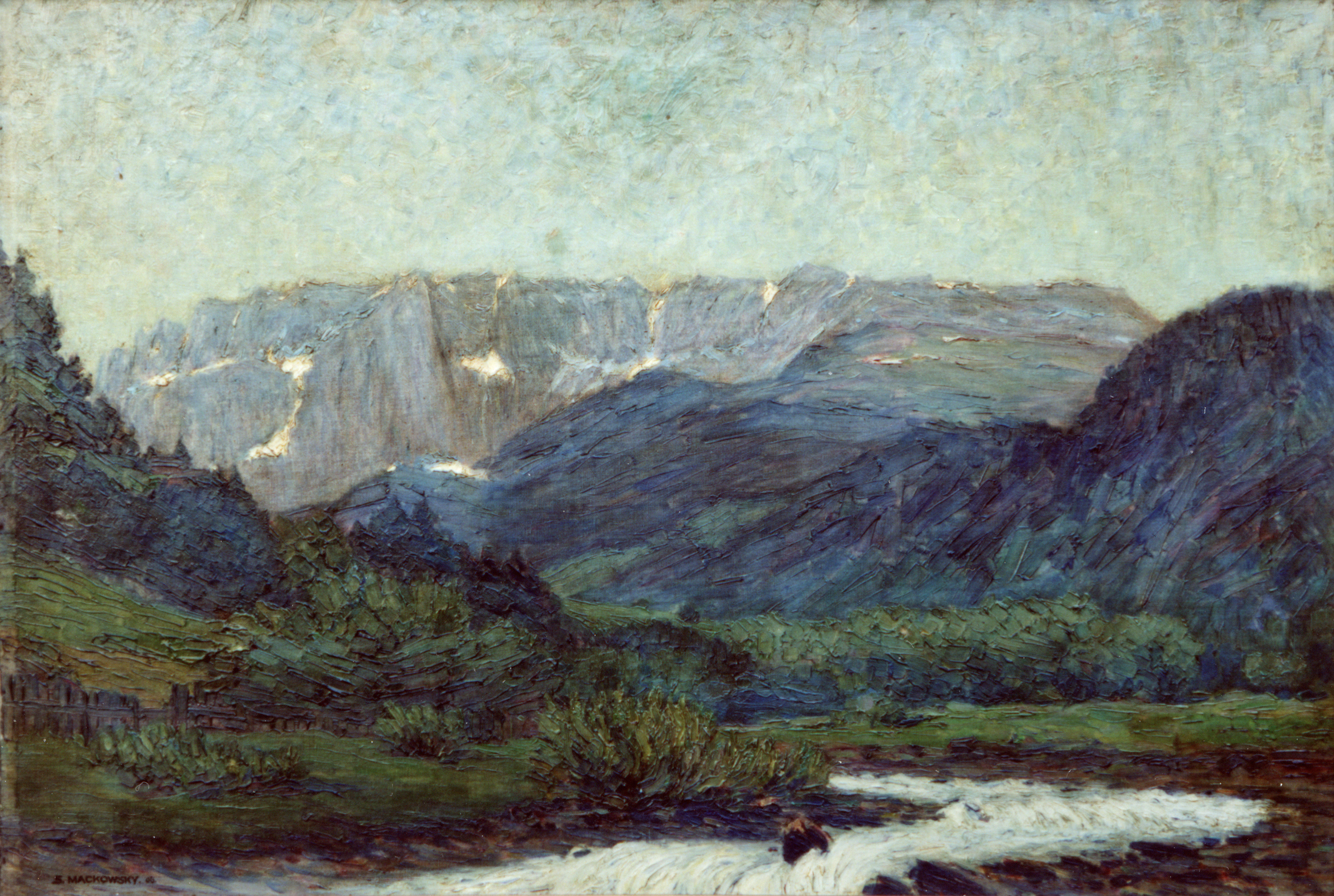
Sellagruppe, Ölgemälde, 1906, signiert S. Mackowsky, gemalt aus St. Ulrich in Gröden

In Museen von Leipzig, Dresden und Bautzen sind einige seiner Werke aufbewahrt.
1942 wurde im Sächsischen Kunstverein Dresden eine Gedächtnisausstellung veranstaltet.
In der Galerie Neue Meister der Staatlichen Kunstsammlungen Dresden befinden sich folgende Werke:
- Landschaft vom Riesengebirge (Inventar-Nr. 2945).[4]
- Burg Dohna in Sachsen (Inventar-Nr. 3129).[5]
- Dürnstein an der Donau (Inventar-Nr. 2900).[6]
- Landschaft mit Kirche (Inventar-Nr. 2946).[7]
- Trarbach an der Mosel (Inventar-Nr. 2899).[8]

Im Stadtmuseum Dresden:
- Frauenkirche von Neustadt, um 1905 (Inventar-Nr. 1952/89).[9]

In Privatsammlungen in Dresden:
- Städtische Ziegelei
- Straßburger Münster[10]